# Clima di Milano

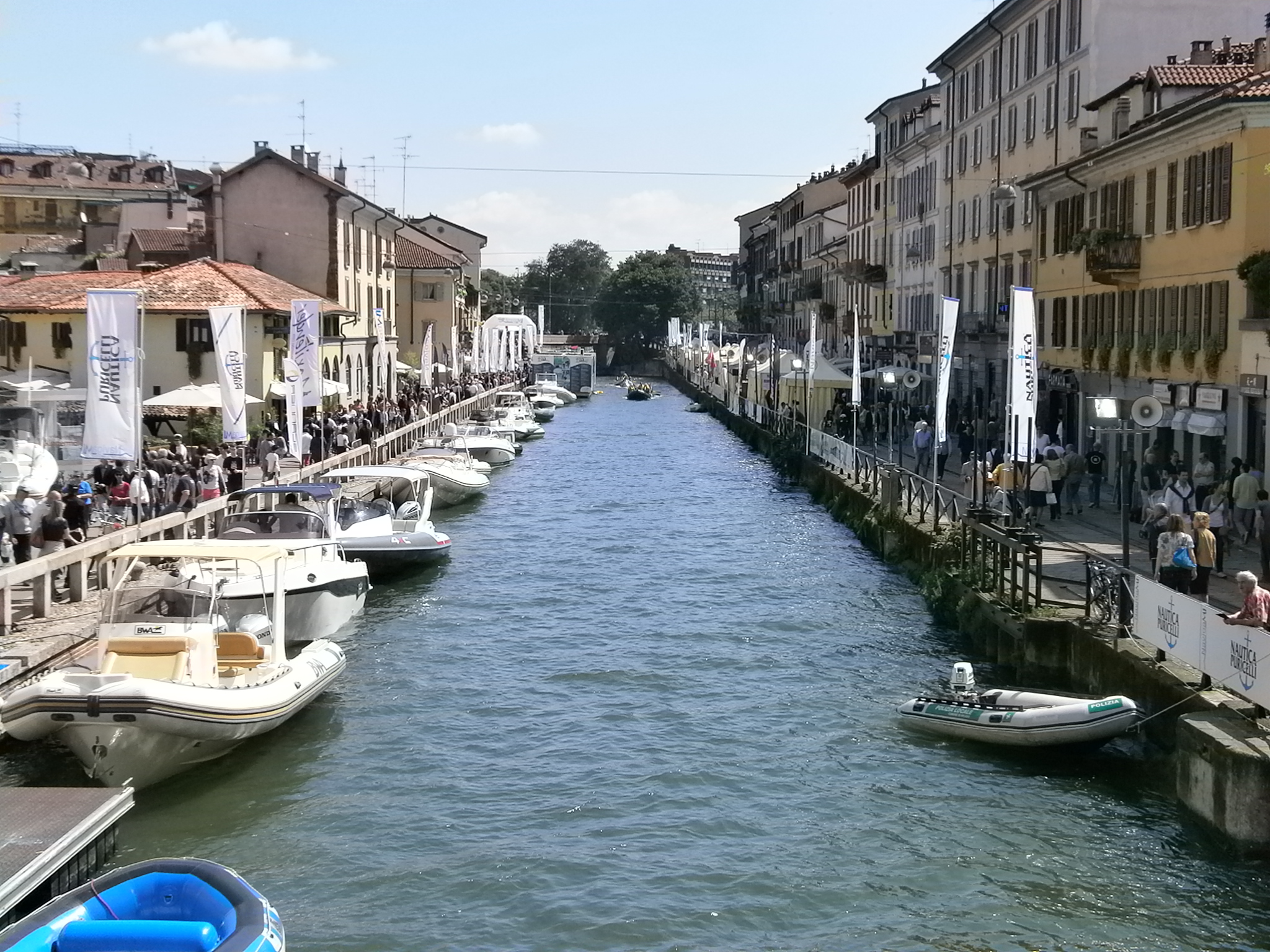
Estate a Milano lungo il Naviglio Grande in una foto del 2013

Il clima di Milano, città lombarda situata a occidente del bacino della Val Padana, è caratterizzato da un clima temperato umido, con una sensibile escursione termica annua (estate calda e inverno freddo), Cfa secondo la classificazione dei climi di Köppen.

## Caratteristiche

### Generalità
Come in tutte le grandi città del mondo l'isola di calore sovrastante l'abitato di Milano rende le temperature più elevate rispetto alle campagne circostanti, soprattutto in inverno (con differenze in situazioni estreme anche di oltre i 5 °C). Tale fenomeno riguarda soprattutto i quartieri centro-settentrionali, più densamente abitati, che godono anche di nebbie più rare rispetto alle aree meridionali e alle campagne circostanti. Le temperature di Milano Brera, le cui medie storiche 1961-1990 rappresentano bene il clima della città, vanno dai +1 °C ÷ +5 °C in gennaio ai +20 °C ÷ +29 °C in luglio. Le aree periferiche registrano temperature medie più basse (intorno a 1 °C), mentre le aree più centrali della città  registrano temperature medie più alte (intorno a 2 °C).

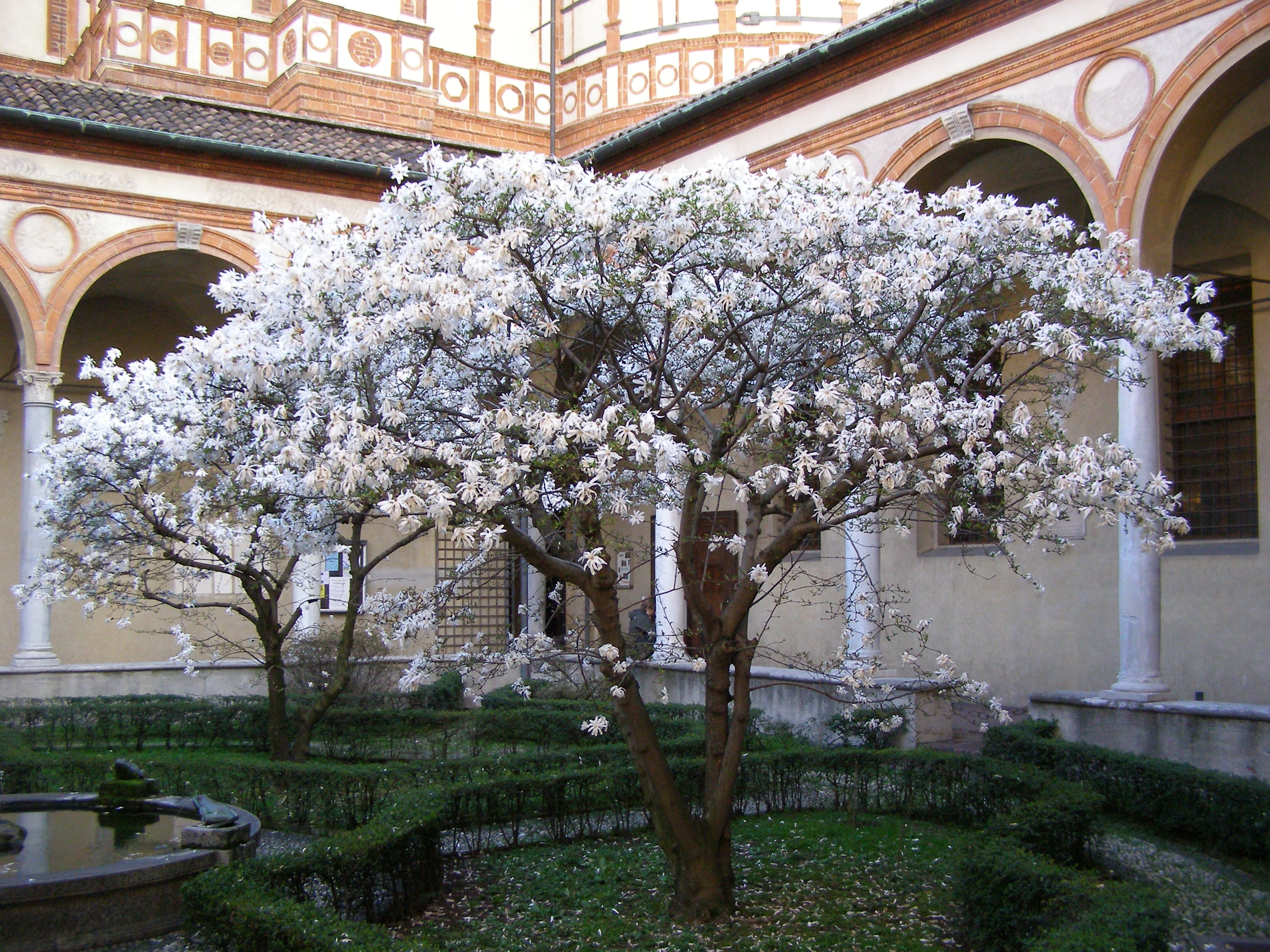
Primavera a Milano nel chiostro della chiesa di Santa Maria delle Grazie in una foto del 2010

Milano, come gran parte della Pianura Padana, accusa una scarsa ventilazione provocata dallo sbarramento alpino a Nord che induce un certo ristagno delle nebbie e degli inquinanti (specie nel periodo invernale) anche in ragione della sua alta densità abitativa.
L'umidità dell'aria è statisticamente presente durante tutto l'anno in special modo nei mesi invernali e durante la notte. Tuttavia i giorni di nebbia si stanno facendo via via meno frequenti. Le nebbie sono favorite sia dal cielo sereno, che consente il raffreddamento da irraggiamento, sia dal suolo superficialmente umido, dalla tipica scarsa ventilazione della Pianura Padana occidentale e da particolari configurazioni bariche invernali come i regimi altopressori che in questo periodo dell'anno tendono a presentarsi con una certa frequenza.

### Le stagioni
Gli inverni milanesi sono più freddi rispetto a quelli delle città costiere, senza però raggiungere gli estremi tipici dell'Europa centrale, grazie alla latitudine più meridionale e alla protezione fornita dalla catena delle Alpi. Per via della protezione offerta da Alpi e Appennino settentrionale la Pianura Padana è protetta sia dai venti freddi da nord, sia dal mite flusso Atlantico da ovest. Ciò rende il clima invernale di Milano del tutto peculiare, con giornate dalle basse temperature e alta umidità (provocate dalla creazione di cuscinetti freddi) alternate da giornate molto miti e secche (provocate dai venti di favonio in caduta dalle Alpi).
Le estati sono calde, decisamente afose e poco ventilate (come in tutta la Pianura Padana soprattutto occidentale) ma interessate da diversi temporali che attenuano l'atmosfera rovente: i mesi compresi tra giugno e agosto sono infatti discretamente piovosi. Nel complesso, le precipitazioni nell'area milanese sono ben distribuite nel corso dell'anno anche se la stagione invernale registra periodi relativamente lunghi senza precipitazioni con un minimo di circa 40 mm a febbraio: sono piovose anche le stagioni intermedie e specialmente il medio autunno e la primavera. Leggermente più scarse le precipitazioni nella periferia sud e maggiori in quella nordest. Tuttavia negli ultimi anni, i giorni di pioggia, soprattutto in estate, sono andati diminuendo a favore di fenomeni più intensi ma più brevi.

### Le nevicate

La Darsena di Milano ghiacciata nel 1915

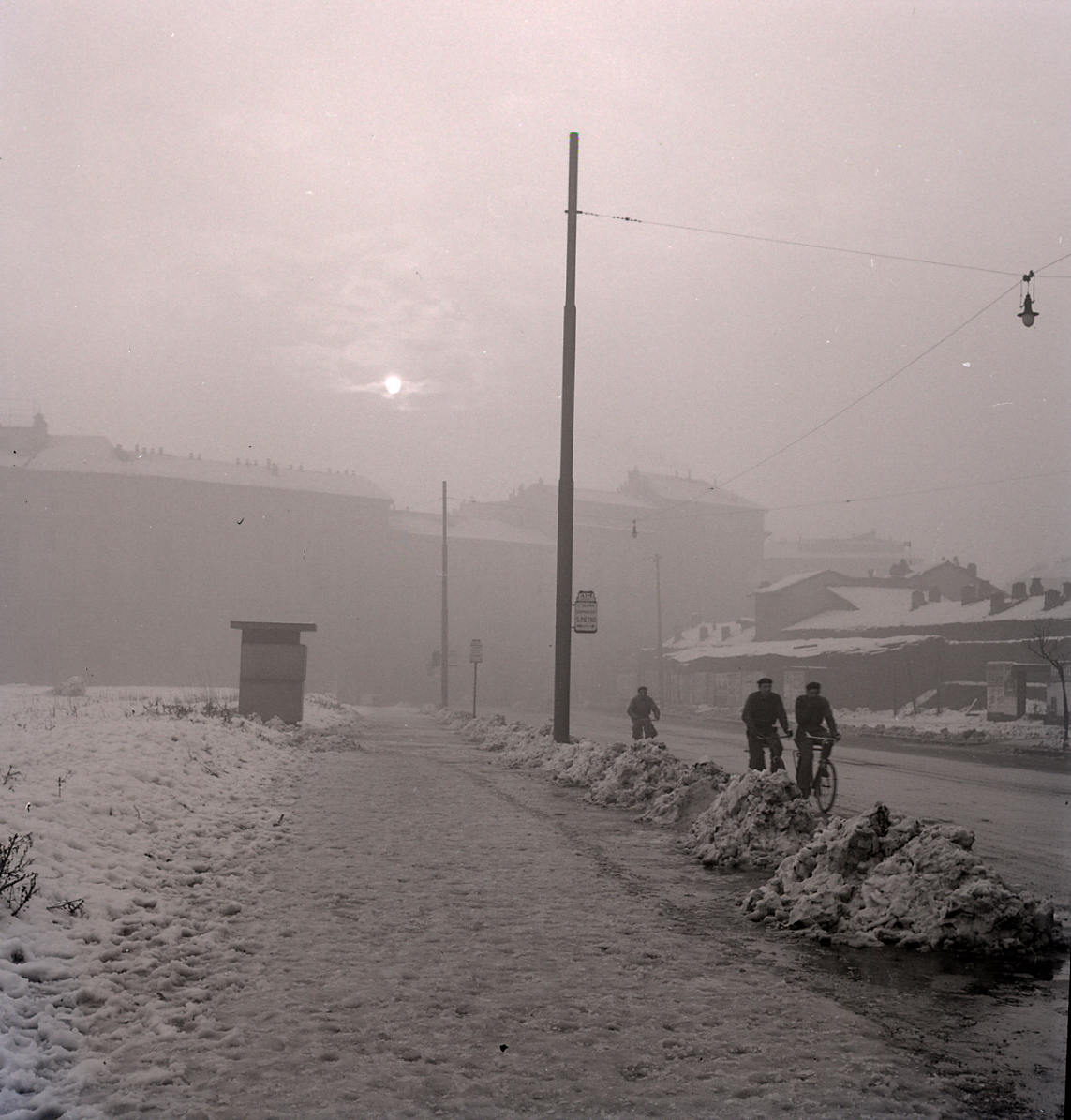
Neve e nebbia a Milano in una foto del 1960

Prima degli anni novanta le nevicate invernali sono state più frequenti che negli anni successivi. Considerando il periodo che va dagli anni '60 agli anni '90, la media nivometrica della città di Milano (i cm totali medi di accumulo nevoso annuo) è più bassa di alcune città del nord-ovest e dell'Emilia (come Piacenza, Parma, Bologna, Torino), ma più elevata di altre città del nord-est (come Udine, Verona, Venezia) e si ferma a 25,2 cm annui in città ma nei comuni dell'hinterland può avvicinarsi anche a circa 30 cm.
Un inverno particolarmente nevoso è stato quello del 1978 dove si raggiunsero i 125 cm come accumulo stagionale fuori città; al contrario quelli degli anni 90, esclusa la stagione 1996-1997 dove ci fu un'importante nevicata intorno a Capodanno con accumuli tra il 30 dicembre e il 2 gennaio intorno ai 45 cm nella zona nord, sono stati scarsamente nevosi tanto che la media di quel decennio restò eccezionalmente intorno ai 10 cm.
Tra gli episodi nevosi di maggior rilevanza possono essere ricordati quello del gennaio 1985, che registrò un accumulo mensile totale fino a 90 cm, l'episodio di fine gennaio 2006 che portò fino a un totale di 40 cm totali in città (fino a 60 cm nell'hinterland), quello del 6-7 gennaio 2009 che ha registrato fino a un totale di 50 cm e quello del dicembre 2009, che ha registrato anch'esso un accumulo di 50 cm. L'ultima nevicata particolarmente significativa si è verificata il 28 dicembre 2020, con precipitazioni nevose fino a 20 cm.
Gli estremi termici di Milano dal 1763 a oggi sono stati di -17,3 °C nel 1855 e 39,8 °C nel 2003 a Brera Duomo.

## Quadro riassuntivo

### Dati climatologici 1971-2000
In base alle medie climatiche del trentennio 1971-2000, le più recenti in uso, la temperatura media del mese più freddo, gennaio, è di +2,5 °C, mentre quella del mese più caldo, luglio, è di +23,6 °C; mediamente si contano 57 giorni di gelo all'anno e 31 giorni annui con temperatura massima uguale o superiore ai 30 °C. Nel trentennio esaminato, i valori estremi di temperatura sono i +37,2 °C del luglio 1983 e i -14,4 °C del gennaio 1985.
Le precipitazioni medie annue si attestano a 920 mm, mediamente distribuite in 82 giorni, con minimo relativo in inverno, picco massimo in autunno e massimo secondario in primavera per gli accumuli totali stagionali.
L'umidità relativa media annua fa registrare il valore di 75,5% con minimi di 70% a marzo e a luglio e massimo di 84% a dicembre; mediamente si contano 93 giorni all'anno con episodi nebbiosi.
Di seguito è riportata la tabella con le medie climatiche e i valori massimi e minimi assoluti registrati nel trentennio 1971-2000 e pubblicati nell'Atlante Climatico d'Italia del Servizio Meteorologico dell'Aeronautica Militare relativo al medesimo trentennio.
| MILANO LINATE (1971-2000)       | Mesi         | Mesi         | Mesi        | Mesi        | Mesi        | Mesi        | Mesi        | Mesi        | Mesi        | Mesi        | Mesi        | Mesi        | Stagioni | Stagioni | Stagioni | Stagioni | Anno  |
| MILANO LINATE (1971-2000)       | Gen          | Feb          | Mar         | Apr         | Mag         | Giu         | Lug         | Ago         | Set         | Ott         | Nov         | Dic         | Inv      | Pri      | Est      | Aut      | Anno  |
| ------------------------------- | ------------ | ------------ | ----------- | ----------- | ----------- | ----------- | ----------- | ----------- | ----------- | ----------- | ----------- | ----------- | -------- | -------- | -------- | -------- | ----- |
| T. max. media (°C)              | 5,9          | 9,0          | 14,3        | 17,4        | 22,3        | 26,2        | 29,2        | 28,5        | 24,4        | 17,8        | 10,7        | 6,4         | 7,1      | 18,0     | 28,0     | 17,6     | 17,7  |
| T. min. media (°C)              | −0,9         | 0,3          | 3,8         | 7,0         | 11,6        | 15,4        | 18,0        | 17,6        | 14,0        | 9,0         | 3,7         | 0,1         | −0,2     | 7,5      | 17,0     | 8,9      | 8,3   |
| T. max. assoluta (°C)           | 21,7 (2000)  | 23,8 (1990)  | 27,3 (1997) | 29,0 (2024) | 32,0 (1997) | 35,4 (1996) | 37,2 (1983) | 39,3 (2003) | 33,0 (1983) | 30,4 (1997) | 21,4 (1998) | 18,1 (1991) | 23,8     | 32,0     | 39,3     | 33,0     | 39,3  |
| T. min. assoluta (°C)           | −14,4 (1985) | −12,8 (1991) | −7,4 (1971) | −3,5 (1991) | 1,2 (1991)  | 8,0 (1991)  | 10,1 (1974) | 8,4 (1972)  | 3,0 (1972)  | −2,3 (1973) | −6,0 (1983) | −9,9 (1981) | −14,4    | −7,4     | 8,0      | −6,0     | −14,4 |
| Giorni di calura (Tmax ≥ 30 °C) | 0            | 0            | 0           | 0           | 0           | 4           | 14          | 12          | 1           | 0           | 0           | 0           | 0        | 0        | 30       | 1        | 31    |
| Giorni di gelo (Tmin ≤ 0 °C)    | 18           | 13           | 4           | 1           | 0           | 0           | 0           | 0           | 0           | 0           | 5           | 16          | 47       | 5        | 0        | 5        | 57    |
| Precipitazioni (mm)             | 58,7         | 49,2         | 65,0        | 75,5        | 95,5        | 66,7        | 66,8        | 88,8        | 93,1        | 122,4       | 76,7        | 61,7        | 169,6    | 236,0    | 222,3    | 292,2    | 920,1 |
| Giorni di pioggia               | 7            | 5            | 7           | 8           | 9           | 8           | 5           | 7           | 6           | 8           | 6           | 6           | 18       | 24       | 20       | 20       | 82    |
| Giorni di nebbia                | 21           | 12           | 5           | 2           | 1           | 1           | 1           | 1           | 4           | 12          | 16          | 17          | 50       | 8        | 3        | 32       | 93    |
| Umidità relativa media (%)      | 83           | 75           | 70          | 72          | 72          | 71          | 70          | 72          | 74          | 80          | 83          | 84          | 80,7     | 71,3     | 71       | 79       | 75,5  |

### Temperature estreme mensili dal 1763 ad oggi
Gli estremi termici assoluti registrati dal 1763 sono ad oggi i +39,3 °C dell'11 agosto 2003 e i -17,3 °C del 23 gennaio 1855.
| Milano Brera (1763-2016) | Mesi               | Mesi               | Mesi              | Mesi              | Mesi              | Mesi              | Mesi              | Mesi              | Mesi              | Mesi              | Mesi              | Mesi               | Stagioni | Stagioni | Stagioni | Stagioni | Anno  |
| Milano Brera (1763-2016) | Gen                | Feb                | Mar               | Apr               | Mag               | Giu               | Lug               | Ago               | Set               | Ott               | Nov               | Dic                | Inv      | Pri      | Est      | Aut      | Anno  |
| ------------------------ | ------------------ | ------------------ | ----------------- | ----------------- | ----------------- | ----------------- | ----------------- | ----------------- | ----------------- | ----------------- | ----------------- | ------------------ | -------- | -------- | -------- | -------- | ----- |
| T. max. assoluta (°C)    | 21,8 (31/01/1982)  | 23,8 (15/02/1990)  | 27,3 (17/03/1997) | 32,5 (09/04/2011) | 35,5 (25/05/2009) | 37,2 (27/06/2019) | 38,1 (07/07/1957) | 39,3 (11/08/2003) | 33,2 (04/09/2004) | 30,4 (03/10/1997) | 23,0 (03/11/2004) | 19,8 (27/12/2016)  | 23,8     | 35,5     | 39,3     | 33,2     | 39,3  |
| T. min. assoluta (°C)    | −17,3 (23/01/1855) | −14,1 (15/02/1929) | −6,0 (12/03/1883) | −3,8 (21/04/1991) | 3,0 (03/05/1850)  | 6,3 (06/06/1918)  | 10,0 (20/07/1974) | 9,0 (20/08/1863)  | 4,8 (28/09/1877)  | −2,8 (31/10/1869) | −8,1 (29/11/1788) | −14,2 (20/12/1933) | −17,3    | −6,0     | 6,3      | −8,1     | −17,3 |